# 伊原茉莉花
伊原 茉莉花（いはら まりか、1989年10月20日 - ）は、愛知県一宮市出身のタレント・女優。

## 人物
- かつてN・A・Cタレントセンターに所属し、「キッズ・ウォー3」」の小野由美役で話題を集めたが、2016年現在は芸能活動を休止している。
- 2004年よりセントラルジャパンに移籍、数々のスチールや映像に出演した。
- 小学生で出会った漫画「ガラスの仮面」に影響を受け、芸能の道へ飛び込んだ後すぐに自身初のオーディション「キッズ・ウォー3」で見事合格、デビューとなった。
- 2010年、「おりもの感謝祭一宮七夕まつり」のミスおりものクイーンに選ばれた。
- 2011年、「2011年度ミス日本」中部北陸地区代表に選ばれた。

## 出演
- キッズ・ウォー3　小野由美役
- どっちがどっち!　吉野アケミ役
- ラジオ「ロボキッド」[1]
- ビデオ「伊原茉莉花」[1]